# Golden League (broomball maschile)
La Golden League è la massima categoria del campionato italiano di broomball. Il torneo viene organizzato dal Comitato italiano broomball.